# Euler–Maclaurin-képlet
Az Euler–Maclaurin-képlet vagy formula kapcsolatot teremt az integrál és az összeg között. A formulát egymástól függetlenül fedezte fel Leonhard Euler és Colin Maclaurin 1735 körül. A formula alkalmazható végtelen vagy véges összegek becsléséhez, illetve integrálok értékének közelítő meghatározásához.

## A formula
A képlet a következő alakot ölti:
{\displaystyle \sum \limits _{k=p}^{m-1}{f\left(k\right)}=\int _{p}^{m}{f\left(t\right)}dt+\sum \limits _{v=1}^{n-1}{\frac {B_{v}}{v!}}\left({f^{\left({v-1}\right)}\left(m\right)-f^{\left({v-1}\right)}\left(p\right)}\right)+R_{n}}
Itt {\displaystyle B_{v}} a Bernoulli-féle számokat, {\displaystyle R_{n}} pedig a maradéktagot jelöli. A Bernoulli-polinomok felhasználásával a maradéktag így írható:
{\displaystyle R_{n}=-{\frac {1}{n!}}\int _{0}^{1}{\left({B_{n}\left(t\right)-B_{n}}\right)}\sum \limits _{k=p}^{m-1}{f^{\left(n\right)}}\left({k+1-t}\right)dt}
Ha n páros, akkor szokás a képletet a következő alakban is megadni:
{\displaystyle \sum \limits _{k=p}^{m-1}f\left(k\right)=C+\int _{p}^{m}{f\left(t\right)}dt+\sum \limits _{k=1}^{2s-2}{\frac {B_{k}}{k!}}f^{\left({k-1}\right)}\left(m\right)+\theta {\frac {B_{2s}}{\left({2s}\right)!}}f^{\left({2s-1}\right)}\left(m\right),\quad 0<\theta <1}

## Alkalmazás
A képlet alkalmazásával f(x) = ln(x) helyettesítéssel például eljuthatunk a Stirling-formuláig:
{\displaystyle \ln \left({x!}\right)=\left({x+{\frac {1}{2}}}\right)\ln x-x+{\frac {1}{2}}\ln \left({2\pi }\right)+\sum \limits _{k=1}^{\infty }{\frac {B_{2k}}{2k\left({2k-1}\right)x^{2k-1}}}}
A formula segítségével Euler a következő aszimptotikus sort találta a harmonikus sor részletösszegére:
{\displaystyle \sum \limits _{k=1}^{n}{\frac {1}{k}}=\ln \left(n\right)+C+{\frac {1}{2n}}-\sum \limits _{i=1}^{\infty }{\frac {B_{2i}}{2i}}{\frac {1}{n^{2i}}}}
A C számot Euler-féle konstansnak nevezzük, értéke körülbelül 0,5772156649.